# Populus shanxiensis
Populus shanxiensis är en videväxtart som beskrevs av C. Wang och S.L. Tung. Populus shanxiensis ingår i släktet popplar, och familjen videväxter. Inga underarter finns listade i Catalogue of Life.